# Heterochroma celestina
Heterochroma celestina là một loài bướm đêm trong họ Noctuidae.